# Платформа Г'ю—Стюарта

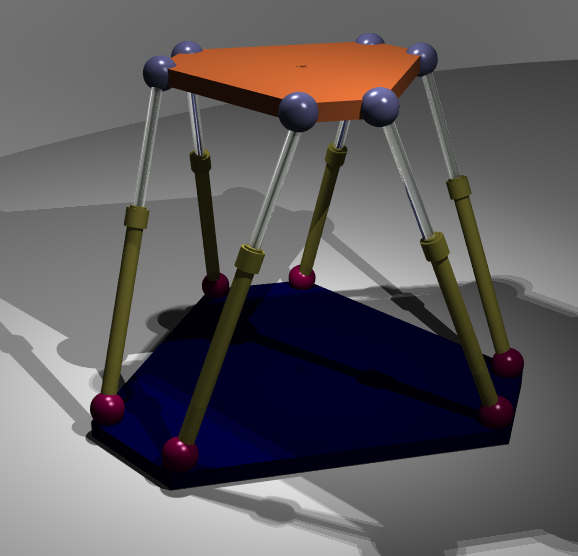

Модель платформи Г'ю—Стюарта

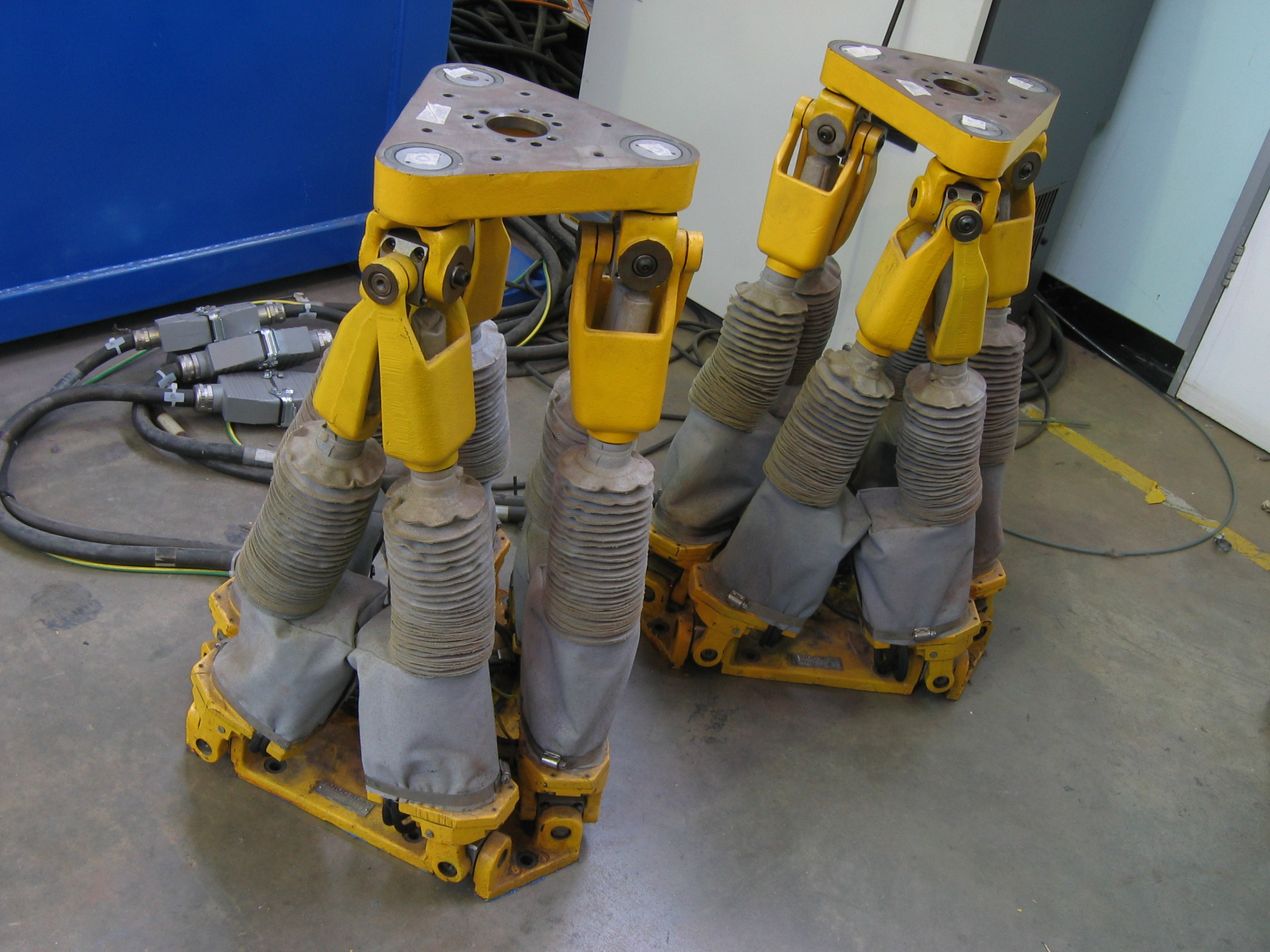
Промислові платформи

Платформа Г'ю—Стюарта — різновид паралельного маніпулятора, в якому використовується октаедральна компоновка стійок. Платформа має шість ступенів свободи — три поступальних і три обертальних, як абсолютно тверде тіло.

## Історія створення
Платформа Г'ю—Стюарта вперше згадується в статті В.Е. Г'ю (англ. V.E. Gough) 1956 року. Ім'я Стюарта асоціюється з цим механізмом тому, що первісна робота Г'ю (і фотографія його платформи) була згадана в примітках рецензента до статті Д. Стюарта (англ. D. Stewart) в 1965 року. Сам Стюарт в тій статті запропонував інший гібридний механізм триноги, який мав по два мотора на кожній нозі.

## Динаміка платформи Г'ю—Стюарта
Механізм має шість незалежних ніг на шарнірних з'єднаннях. Довжини ніг можна змінювати і, тим самим, змінювати орієнтацію платформи. Пряма кінематична задача, коли для заданих довжин ніг вирішується система рівнянь, що визначає положення і орієнтацію платформи, має до 40 рішень. Проте, зворотна кінематична задача, коли по заданому положенню і орієнтації платформи потрібно знайти довжини ніг, має єдине і дуже просте рішення.

## Застосування
Платформа Г'ю—Стюарта застосовується в верстатобудуванні, підводних дослідженнях, авіаційних рятувальних операціях, літальних тренажерах, позиціонуванні супутникових антен, ортопедичній хірургії.